# 1939

## Събития
- 1 януари – Създаване на компанията „Хюлет-Пакард“.
- 13 януари – „Черният петък“: 71 души умират в Австралия, вследствие на един от най-страшните горски пожари.
- 1 септември – Втора световна война: Нацистка Германия нахлува в Полша, с което започва войната.
- 3 септември – Втора световна война: Франция, Австралия и Обединеното кралство обявяват война на Нацистка Германия.
- 5 септември – Втора световна война: Съединените щати обявяват неутралитет.
- 6 септември – Втора световна война: Южна Африка обявява война на Нацистка Германия.
- 10 септември – Втора световна война: Канада обявява война на Нацистка Германия.
- 15 септември – Втора световна война: България обявява политика на неутралитет.
- 16 септември – С примирие завършва необявената Съветско-японска гранична война между СССР (и Монголските съюзници) и Япония.
- 17 септември – СССР се присъединява към нападението на Нацистка Германия над Полша.
- 28 септември – Нацистка Германия и СССР се споразумяват за разделянето на Полша, съгласно Пакта Рибентроп-Молотов, след като я нападат.
- 30 ноември – Начало на Зимната война.

## Родени
- Илко Бекяров, български футболист
- Антъни Смит, британски учен
- Богомил Гюзел, писател от Република Македония
- Георги Минчев, български композитор
- Дейвид Рей Грифин, американски теолог
- Станислав Петров, подполковник от СА
- Таки Павловски, художник от Република Македония
- 14 януари – Александрос Лагопулос, гръцки семиотик
- 16 януари – Биньо Иванов, български поет
- 4 февруари
  - Марин Колев, български поет
  - Румен Сербезов, български дипломат, политик, бизнесмен
- 12 февруари – Рей Манзарек, американски музикант († 2013 г.)
- 16 февруари – Чеслав Ниемен, полски композитор, музикант и певец († 2004 г.)
- 17 февруари – Тома Трифоновски, български художник
- 20 февруари – Димитър Парапанов, общественик, основател на:
- 27 февруари – Дон Маккинън, новозеландски политик
- 28 февруари – Даниъл Ци, американски физик, лауреат на Нобелова награда за физика през 1998 г.
- 1 март – Цветан Тодоров, български философ († 2017 г.)
- 2 март – Йоаникий Сливенски, Сливенски митрополит († 2024 г.)
- 8 март – Лидия Скобликова, руска състезателка по бързо пързаляне с кънки
- 26 март – Андрей Пантев, български историк
- 30 март – Кристине Волтер, немска писателка и преводачка
- 31 март – Звиад Гамсахурдия, първият президент на Грузия
- 1 април
  - Марвин Гей, американски музикант († 1984 г.)
  - Людмил Даковски, български учен
  - Петко Еврев, български архитект
- 7 април – Франсис Форд Копола, режисьор и сценарист
- 13 април – Шеймъс Хийни, северноирландски поет, лауреат на Нобелова награда за литература през 1995 г. († 2013 г.)
- 14 април – Миле Марковски, писател
- 17 април – Георги Берберов, български архитект
- 24 април – Лили Иванова, българска поп-певица
- 6 май – Георги Марианович, юрист и политик от Република Македония
- 13 май – Харви Кайтел, американски актьор
- 25 май – Адриана Андреева, българска актриса († 2022 г.)
- 26 май – Климент Денчев, български актьор († 2009 г.)
- 3 юни – Любен Петков, български писател
- 11 юни – Джеки Стюърт – трикратен Световен шампион във Формула 1
- 17 юни – Хана Йоханзен, швейцарска писателка
- 1 юли – Паскал Гилевски, писател от Република Македония
- 5 юли – Павел Морозенко, съветски актьор († 1991 г.)
- 11 юли – Марко Семов, български писател и публицист
- 14 юли – Карел Гот, чешки поп-певец († 2019 г.)
- 17 юли – Милва, италианска певица и театрална актриса († 2021 г.)
- 20 юли – Георги Г. Георгиев, български актьор († 2008 г.)
- 24 юли – Светла Протич, българска пианистка
- 27 юли – Мануел Васкес Монталбан, испански писател
- 29 юли – Джан Пиеро Ревербери, италиански композитор, диригент и аранжор, създател на „Рондо Венециано“
- 31 юли – Акис Цохадзопулос, гръцки политик
- 9 август – Романо Проди, италиански политик
- 11 август – Анатолий Кашпировски, съветски психотерапевт
- 19 август – Джинджър Бейкър, британски музикант
- 26 август – Тодор Колев, български актьор († 2013 г.)
- 29 август – Мариана Евстатиева, българска режисьорка
- 5 септември – Евгени Янчовски, български футболист и треньор
- 11 септември – Сократ Лафазановски, македонски художник
- 13 септември – Петко Братинов, български поет и публицист
- 30 септември – Христо Николов, български футболист
- 2 октомври – Юрий Глазков, руски космонавт († 2008 г.)
- 16 октомври – Геролд Шпет, швейцарски писател
- 18 октомври
  - Ли Харви Осуалд, американски атентатор († 1963 г.)
  - Лий Харви Осуалд, американски атентатор
- 24 октомври – Пола Гън Алън, американска писателка († 2008 г.)
- 27 октомври – Джон Клийз, британски актьор
- 1 ноември – Бернар Кушнер, френски общественик
- 3 ноември – Налатамби Наваратнараджа, дипломат на Шри Ланка
- 13 ноември – Карел Брюкнер, чешки футболист и треньор
- 18 ноември – Маргарет Атууд, канадска писателка
- 23 ноември – Бети Евърет, американска певица († 2001 г.)
- 26 ноември – Тина Търнър, американска певица († 2023 г.)
- 29 ноември
  - Веджди Гьонюл, турски политик
  - Сандро Салвадоре, италиански футболист
- 11 декември – Никола Цанев, български футболист († 2004 г.)
- 12 декември – Христо Тотев, български кинооператор
- 14 декември – Иван Вуцов, български футболист
- 16 декември – Васил Анков, български футболист
- 18 декември – Майкъл Муркок, британски писател
- 22 декември – Цветана Сотирова, българска скиорка, състезателка по ски бягане
- 26 декември – Райнер Малковски, немски поет († 2003 г.)

## Починали
- ? – Павел Грозданов, български футболист
- Георги Данаилов, учен и политик
- Ърнест Винсънт Райт, американски писател
- 14 януари – Валдемар Датски, датски принц (р. 1858 г.)
- 23 януари – Матиас Зинделар, австрийски футболист
- 26 януари – Бончо Балабанов, български военен деец
- 28 януари – Уилям Бътлър Йейтс, ирландски поет и драматург
- 4 февруари – Едуард Сапир, американски езиковед (р. 1884 г.)
- 22 февруари – Антонио Мачадо, испански поет
- 23 февруари – Александър Егоров, съветски маршал (р. 1883 г.)
- 2 март – Хауърд Картър, британски археолог и египтолог (р. 1874 г.)
- 22 март – Петър Мидилев, български военен деец и политик
- 20 април – Петър Ацев, български революционер
- 27 май – Йозеф Рот, австрийски писател
- 22 юни – Аркадий Рилов, руски художник
- 14 юли
  - Алфонс Муха, чешки живописец и дизайнер (р. 1860 г.)
  - Георги Бакалов, български общественик
- 9 август – Стоян Аргиров, български учен –– филолог и създател на библиотечното дело (р. 1870 г.)
- 11 септември – Константин Коровин, руски художник
- 23 септември
  - Зигмунд Фройд, австрийски невролог и психолог (р. 1856 г.)
  - Макс Вебер, немски политикономист и социолог (р. 1864 г.)
- 26 септември – Христо Силянов, български революционер, писател и историк (р. 1880 г.)
- 27 септември – Стефан Костов (Ст. Л. Костов), български писател и етнограф
- 10 октомври – Никола Обретенов, български революционер (р. 1849 г.)
- 31 октомври – Ото Ранк, австрийски психоаналитик
- 29 ноември – Филип Шайдеман, немски политик, канцлер на Ваймарската република
- 31 декември – Дельо Марковски, български революционер

## Нобелови награди
- Физика – Ърнест Орландо Лорънс
- Химия – Адолф Бутенант, Леополд Ружичка
- Физиология или медицина – Герхард Домак
- Литература – Франс Емил Силанпя
- Мир – наградата не се присъжда

Вижте също:
- календара за тази година